# Tomas Švedkauskas
Tomas Švedkauskas (* 22. června 1994, Marijampolė, Litva) je litevský fotbalový brankář a mládežnický reprezentant, který od léta 2014 působí v klubu SC Olhanense, kde je na hostování z AS Roma.

## Reprezentační kariéra
Švedkauskas nastupoval za mládežnické reprezentace Litvy včetně výběru do 21 let.